# Perthshire (circonscription du Parlement d'Écosse)
Avant les Actes d'Union de 1707, les barons du comté de Perth élisaient des commissaires pour les représenter au Parlement monocaméral d'Écosse et à la Convention des États. Le nombre de commissaires est passé de deux à quatre en 1690.
Après 1708, le Perthshire a envoyé un membre à la Chambre des communes de Grande-Bretagne.

## Liste des commissaires du comté
- 1617-? Georges Auchinleck, Lord Balmanno
- 1639–41: Sir John Moncreiff de Moncreiff[1]
- 1639–41: Thomas Ruthven de Frieland  [2]
- 1643: Patrick Kinnaird de Inchstair [3]
- 1643: George Graeme de Invhbraikle  [3]
- 1644–45: Laird de Gleneagles (Haldane)  [4]
- 1644–45: Laird de Balhousie (Hay) [4]
- 1645–47: Laird de Frieland (Ruthven) [4]
- 1645–47: Lair de Aldie (Mercer) [4]
- 1648: Laird de Inchmertene (Ogilvie) [5]
- 1648: Laird de Balthayok (Blair)  [5]
- 1649–51: Sir Thomas Ruthven  [5]
- 1649–50: Sir John Brown  [5]
- 1650–51: Laird de Ardblair (Blair)  [5]
- 1661–63: Mungo Murray de Garth [5]
- 1661–63: Sir George Kinnaird de Rossie  [5]
- 1665 convention, 1667 convention: Sir John Drummond de Burnbank [6]
- 1665 convention, 1667 convention: Sir Thomas Stewart de Gairntellie [6]
- 1669–74, 1678 convention, 1681–82, 1685–86: Lt-Gen. William Drummond de Cromlix[7]
- 1669–70: Sir Mungo Murray de Garth (décédé vers 1670) [8]
- 1672: Sir Gilbert Stewart de Tillineddes (décédé vers 1672)  [8]
- 1673–74: Sir William Murray de Ochtertyre[9]
- 1678 convention: John Graham de Fintrie [10]
- 1681–82, 1685: Mungo Haldane de Gleneagles (décédé en 1685) [7]
- 1685–86: Sir John Murray de Drumcairn [7]
- 1689 convention, 1689–93: John Haldane de Gleneagles (expulsé en 1693) [11]
- 1689 convention, 1689–93: Sir James Ramsay de Bamff (expulsé en 1693)[12]
- 1690–1702: Sir Colin Campbell de Aberuchill[13]
- 1690–1702: Adam Drummond de Megginch [11]
- 1693–95: Sir Alexander Menzies de that Ilk (décédé en 1695)[14]
- 1693–97: Thomas Hay de Balhousie (anobli vicomte Dupplin 1697) [11]
- 1695–1701: Robert Hay de Strowie  [11]
- 1698–1701: James Craigie le jeune  [11]
- 1702: William Oliphant de Gask (décédé vers 1702)[15]
- 1702–07: Sir Patrick Murray de Ochtertyre[9]
- 1702-07: Mungo Graham de Gorthie[16]
- 1702–07: John Haldane de Gleneagles[15]
- 1704–07: John Murray de Strowan [15]